# مطار ماسفينغو
مطار ماسفينغو (بالإنجليزية: Masvingo Airport) (إياتا: MVZ، إيكاو: FVMV)  هو مطار يخدم ماسفينغو ، عاصمة مقاطعة ماسفينغو في زيمبابوي . يقع المدرج على بعد 3 كيلومترات (1.9 ميل) شرق المدينة. وهي تستخدم بشكل أساسي للطائرات الصغيرة المستأجرة أو الطائرات العسكرية.

## روابط خارجية
- حالة الطقس في مطار ماسفينغو.
- مطاراتنا - ماسفينغو نسخة محفوظة 28 أغسطس 2016 على موقع واي باك مشين.
- خريطة الشارع المفتوح - ماسفينجو
- مطار ماسفينغو